# 軍校站
軍校站（法語：École Militaire）是巴黎地鐵的一個車站。軍校站開通於1913年7月13日，是巴黎地鐵8號線的車站。車站名稱來自於因車站位於軍事學校附近。

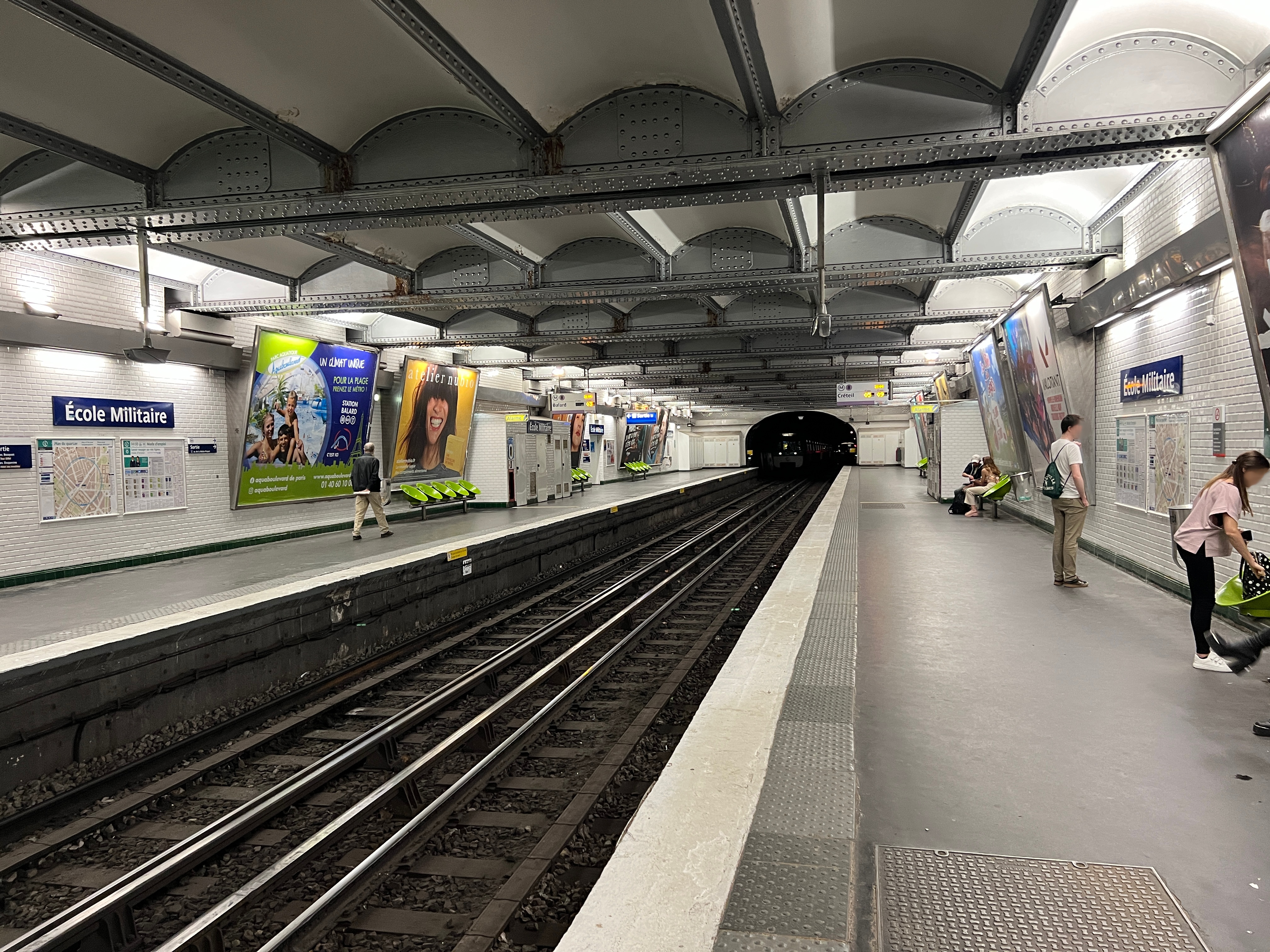
月台（2022年7月）

## 車站結構
| 街道      |                    |                                |
| B1        | 連接層             |                                |
| 8號線月台 | 側式月台，右側開門 | 側式月台，右側開門             |
| 8號線月台 | 西行               | 往巴拉（拉莫特-皮凱-格勒內勒） |
| 8號線月台 | 東行               | 往湖之角（莫布爾）             |
| 8號線月台 | 側式月台，右側開門 |                                |